# ノットウェイ郡 (バージニア州)
ノットウェイ郡（英: Nottoway County）は、アメリカ合衆国バージニア州の中央部に位置する郡である。2010年国勢調査での人口は15,853人であり、2000年の15,725人から0.8%増加した。郡庁所在地は未編入の町ノットウェイ（人口84人）であり、同郡で人口最大の町はブラックストーン町（人口3,621人）である。

## 歴史
ノットウェイ郡となった地域にヨーロッパ人開拓者が入ってくる以前、この地域にはイロコイ連邦のナドワ族インディアンが住んでいた。郡内では唯一の川であるナドワ川沿いに住んでおり、「ナドワ」とはアルゴンキン語でガラガラヘビを意味した。この「ナドワ」が英語化されて「ノットウェイ」となり、郡名になった。ノットウェイ族の民は自らを「チェロエンホカ」と呼んでおり、「水流の分岐点に住む人々」を意味していた。
ノットウェイ郡が郡政府を設立する以前は、アメリア郡の1地区としてノットウェイ・パリッシュと呼ばれていた。1788年、バージニア州議会の法により、ノットウェイ・パリッシュがノットウェイ郡になった。西部にあるフロンティアと北部や東部のピーターズバーグ、リッチモンドとを繋ぐ道路の交差点に多くの開拓地が生まれ、近年までタバコ栽培で繁栄していた。1850年代に鉄道が建設され、それに伴った産業が地域事業の主要部分を占めるようになった。郡内の大きな町の1つであるクルーは、1880年代にロバートソンの転轍機側に設立されたときが始まりになった。しかし、近年はタバコも鉄道も衰退し、バージニア州南部地域と同様に経済的な困難さが増し、州中央部のリッチモンドなど繁栄している都市で職や家を求めるようになった。
南北戦争のとき、ノットウェィ郡からはノットウェイ・ライフル衛兵隊とリチャード・アービー大尉のノットウェイ・グレイズという歩兵2個中隊、ジェフレスの砲兵大隊、バージニア第3騎兵隊のノットウェイ中隊を立ち上げて南軍に貢献した。2つの歩兵中隊はバージニア第18歩兵連隊に属し、東部戦線で多くの戦闘に参加したが、特にゲティスバーグの戦いで、ピケットの突撃の時は最前線にいた。この悪名高い突撃により、バージニア第18歩兵連隊と故郷のノットウェイ郡で待っていた家族にとって、壊滅的な被害を受けた。バージニア第18歩兵連隊の軍旗はセメタリーリッジの壁で捕獲され、現在はゲティスバーグで展示されている。戦中に郡域では「グローブの戦い」という小戦闘があったきりだった。この戦闘はロバート・E・リー将軍の北バージニア軍に物資を供給する鉄道の支配を巡り、ブラックストーン（当時はブラックス・アンド・ホワイツと呼ばれていた）近くで起きた。北バージニア軍は当時ピーターズバーグとリッチモンド周辺で塹壕戦に入っていた。アポマトックス・コートハウスで南軍が降伏する以前、最後の戦闘は1865年4月6日に郡境近くのバークビルの西で起こったセイラーズクリークの戦いだった。
郡内の3つの町が1800年代後半に法人化され、全てが郡を2分するアメリカ国道460号線とノーフォーク・サザン鉄道の沿線にあった。原材料を動かし、製品を出荷するのが容易だったので、工業化が進んだ。郡の製品は農産物、木材などが豊富だったのでそれらの資源を生かしたものだった。
20世紀には、農業、工業、商業で多様化が進んだ。郡内に州と国の大きな施設が造られた。第二次世界大戦の勃発で造られたピケット砦は現在バージニア州軍の本部となっている。

## 地理
アメリカ合衆国国勢調査局に拠れば、郡域全面積は316平方マイル (820 km2)であり、このうち陸地315平方マイル (820 km2)、水域は1平方マイル (2.6 km2)で水域率は0.46%である。

### 主要高規格道路
- アメリカ国道360号線
- アメリカ国道460号線
- バージニア州道40号線
- バージニア州道46号線
- バージニア州道49号線
- バージニア州道153号線
- バージニア州道307号線

### 隣接する郡
- アメリア郡 - 北
- ディンウィディ郡 - 東
- ブランズウィック郡 - 南東
- ルーネンバーグ郡 - 南西
- プリンスエドワード郡 - 西

## 人口動態
以下は2000年国勢調査による人口統計データである。
| 基礎データ - 人口: 15,725人 - 世帯数: 5,664 世帯 - 家族数: 3,885 家族 - 人口密度: 19人/km2（50人/mi2） - 住居数: 6,373軒 - 住居密度: 8軒/km2（20軒/mi2） 人種別人口構成 - 白人: 57.16% - アフリカン・アメリカン: 40.56% - ネイティブ・アメリカン: 0.13% - アジア人: 0.39% - 太平洋諸島系: 0.03% - その他の人種: 1.01% - 混血: 0.72% - ヒスパニック・ラテン系: 1.58% 年齢別人口構成 - 18歳未満: 22.9% - 18-24歳: 8.1% - 25-44歳: 29.3% - 45-64歳: 22.6% - 65歳以上: 17.1% - 年齢の中央値: 39歳 - 性比（女性100人あたり男性の人口） - 総人口: 106.6 - 18歳以上: 106.6 | 世帯と家族（対世帯数） - 18歳未満の子供がいる: 29.9% - 結婚・同居している夫婦: 48.6% - 未婚・離婚・死別女性が世帯主: 15.4% - 非家族世帯: 31.4% - 単身世帯: 27.6% - 65歳以上の老人1人暮らし: 14.2% - 平均構成人数 - 世帯: 2.48人 - 家族: 3.00人 収入と家計 - 収入の中央値 - 世帯: 30,866米ドル - 家族: 39,625米ドル - 性別 - 男性: 28,533米ドル - 女性: 19,718米ドル - 人口1人あたり収入: 15,552米ドル - 貧困線以下 - 対人口: 20.1% - 対家族数: 15.5% - 18歳未満: 27.7% - 65歳以上: 18.4% |

## 町
- ブラックストーン
- バークビル
- クルー

### 未編入の町
- ノットウェイ - 郡庁所在地